# Osmaria psaeroptera
Osmaria psaeroptera är en fjärilsart som beskrevs av Józef Razowski och Becker 1986. Osmaria psaeroptera ingår i släktet Osmaria och familjen vecklare. Inga underarter finns listade i Catalogue of Life.